# Миненко, Владимир Алексеевич
Владимир Алексеевич Миненко (укр. Володимир Олексійович Міненко ; 2 июля 1944, Киев — 21 марта 1998, Киев) — украинский и советский скульптор. Член НСХУ (1974). Заслуженный деятель искусств Украины (1993).

## Биография
В 1969 году окончил Киевский художественный институт (учился у М. Вронского, М. Гельмана, И. Макогона), в творческих мастерских АХ СССР в Киеве (1974; преподавателей В. Бородая, М. Лысенко).
После окончания учёбы занимался творческой деятельностью.
Участник всеукраинских, Всесоюзных и международных художественных выставок с 1969 года.
Автор монументальных, мемориальных и декоративных станковых скульптур, медальерного искусства, портретов, памятников, декоративных композиций. Его работам известных деятелей культуры свойственны острохарактерные композиционные решения, тонкое психологическое проникновения во внутренний мир творца, экспрессивная манера. Некоторые работы хранятся в Национальном историко-этнографическом заповеднике «Переяслав», Яготинском историческом музее (оба — Киевская область).

## Избранные работы
Скульптурные портреты
- А. Довженко (1969),
- П. Неруды (1973),
- Р. Виктюка (1975),
- С. Рахманинова (1976),
- А. Деревянко (1981),
- И. Гончара (1991)

Памятники
- «Роменская мадонна» (1982),
- Н. Нагнибеде (1989),
- Н. Гринько (1992),
- М. Шевченко (1994)

Декоративные композиции
- «Мир» (1981),
- «Утро древнего города» (1982),
- «Ой Дніпро, Дніпро» (1983),
- «Навстречу солнцу» (1987),
- «Девушка с ланью (Природа)» (1991, г. Корсунь-Шевченковский Черкасская область).